# Rogomulyo (Kaliwungu)
Rogomulyo is een bestuurslaag in het regentschap Semarang van de provincie Midden-Java, Indonesië. Rogomulyo telt 3430 inwoners (volkstelling 2010).